# Bases totais
Nas estatísticas do beisebol, bases totais (total bases) refere-se ao número de bases que um jogador obteve com rebatidas, isto é, a soma de suas rebatidas pesadas por 1 para uma simples, 2 para uma dupla, 3 para uma tripla e 4 para um home run.
Somente bases conseguidas com rebatidas contam nesse total. Normalmente, o cálculo é feito pela fórmula {\displaystyle TB=1B+2x2B+3x3B+4xHR}.